# A Caddy for Daddy
Albums de Hank Mobley
Dippin'
(1965) Straight No Filter
(1966)
A Caddy for Daddy est un album du saxophoniste de jazz Hank Mobley enregistré le 18 décembre 1965 et sorti en 1966.

## Pistes
Les compositions sont de Hank Mobley sauf indication contraire
1. A Caddy for Daddy - 9:23
2. The Morning After - 9:45
3. Venus Di Mildew (Wayne Shorter) - 7:13
4. Ace Deuce Trey - 7:15
5. 3rd Time Around - 6:14

## Musiciens
- Hank Mobley – saxophone ténor
- Curtis Fuller – trombone
- Lee Morgan – trompette
- McCoy Tyner – piano
- Bob Cranshaw – contrebasse
- Billy Higgins – batterie